# 賴席伯山
47°06′49″N 9°18′13″E / 47.113635°N 9.303502°E

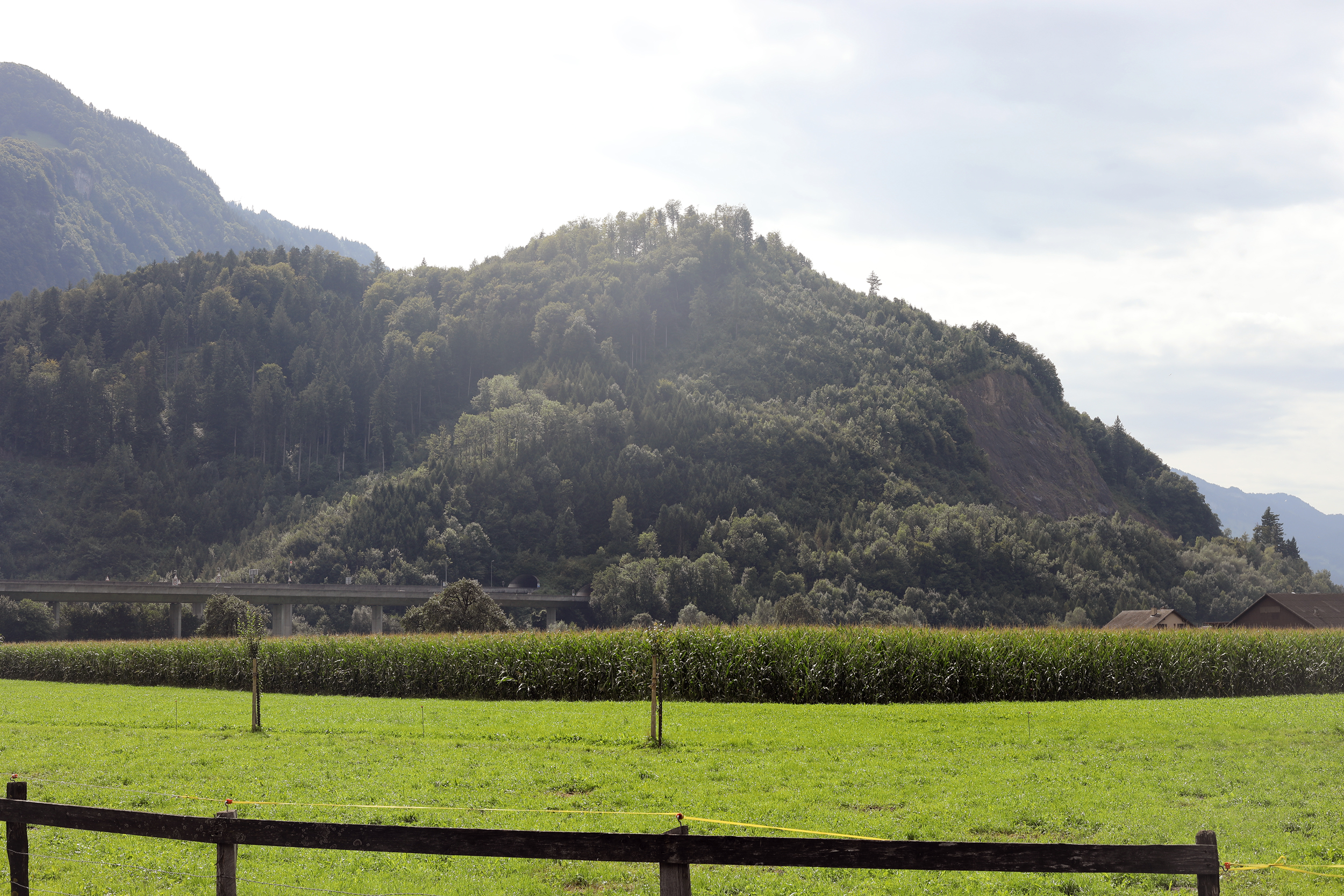

賴席伯山（德語：Raischibe），是瑞士的山峰，位於該國東北部，由聖加侖州負責管轄，處於瓦倫湖東端，該山峰海拔高度658米，每年平均降雨量1,954毫米。